# Lespesia rufifrons
Lespesia rufifrons là một loài ruồi trong họ Tachinidae.